# П'єдімонте-Етнео
П'єдімонте-Етнео (італ. Piedimonte Etneo, сиц. Piemunti) — муніципалітет в Італії, у регіоні Сицилія,  метрополійне місто Катанія.
П'єдімонте-Етнео розташовані на відстані близько 510 км на південний схід від Рима, 165 км на схід від Палермо, 34 км на північ від Катанії.
Населення — 3996 осіб (2014).
Щорічний фестиваль відбувається 31 липня. Покровитель — Sant'Ignazio di Loyola.

## Демографія
Населення за роками:

Станом на 1 січня 2023 року в муніципалітеті офіційно проживали 104 іноземці з 30 країн, серед них 49 громадян країн Євросоюзу та 5 громадян України.

## Сусідні муніципалітети
- Калатаб'яно
- Кастільйоне-ді-Сицилія
- Фьюмефреддо-ді-Сицилія
- Лінгуаглосса
- Маскалі
- Сант'Альфіо